# Aspet
 Aspet  (en occitano Aspèth) es una población y comuna francesa, en la región de Mediodía-Pirineos, departamento de Alto Garona, en el distrito de Saint-Gaudens. Es el chef-lieu y mayor población del cantón de Aspet.

## Demografía
| 1307 | 1186 | 1229 | 962 | 986 | 923 |
| Para los censos de 1962 a 1999 la población legal corresponde a la población sin duplicidades (Fuente: INSEE [Consultar]) |      |      |     |     |     |